# Катедра за оријенталистику на Филолошком факултету Универзитета у Београду
Катедра за оријенталистику у Београду основана је 1926. године и то је прва оријенталистичка универзитетска катедра на Балкану. Њен оснивач је др Фехим Бајрактаревић, бечки студент и докторанд. Он је 1925. године на позив Богдана Поповића, дошао на Филозофски факултет у Београду и на Катедри за светску књижевност почео да предаје персијску књижевност и турски језик. Само годину дана касније основао је и самостални Семинар за оријенталну филологију на коме је провео читав радни век, предано, савесно и студиозно посвећен и научном и педагошком раду.
При оснивању Катедре професор Бајрактаревић се определио за тада доминантни европски оријенталистички модел, за концепцију исламистичке оријенталне филологије која је подразумевала изучавање језика и књижевности народа из исламског цивилизацијског круга, првенствено Арапа, Персијанаца и Турака, концепцију коју историјски и културни фактори чине трајно акутелном на балканским просторима.

## Настанак и развој катедре за оријенталистику до данас
Иако се оснивање катедре за оријенталистику преписује др Фехиму Барјактаревићу, велики удео има и Богдан Поповић који у својим предавањима из опште историје књижевности посвећивао пажњу и делима из оријенталне књижевности. Он је био иницијатор да се оријенталним књижевностима посвети посебна пажња и да се предају као засебан предмет.  Као што је већ поменуто, оснивање катедре везано је за доцента Др Фехима Барјактаревића, који је на Београдски универзитет дошао као формирани стручњак. Катедра није направљена по узору на стране катедре, већ према нашим потребама и могућностима.  Како је наша земља вековима била у непосредним односима с Турцима, та чињеница се узима као полазна тачка  за стварање плана студија на овој катедри. Како су Турци били често посредници ширег исламског утицаја, да би боље разумели турски језик и културу, било је потребно и познавање арапског језика. Пошто је персијска књижевност имала утицај на развој турске књижевности, ова се не може разумети без оснвних знања из персијске литературе. Како је персијски био трећи језик на катедри, он је значио и оптерећење па се он предавао уз турски језик као посебан курс под називом  ,,Персијски елементи у турском језику." Тако је и настала студијска група за оријенталну филологију у ужем смислу обухватајући језике и икњижевности народа у сфери исламског утицаја.  Турски и арапски језик су се предавали осам семестара, књижевности (персијска, арапска и турска) по два семестра, а увод у филологију само један семестар. Све предмете је предавао доцент др Фехим Барјактаревић.  До Другог светског рата оријенталну филологију је завршило око десетак студената. Након Другог светског рата интересовање за ову катедру је порасло. Број студената је стигао до чак 60 и више и самим тим превазилазило капацитет семинара и због тога су увели ограничавање уписа.  Године 1949. дипломирао  је први послератни студент оријенталистике Марија Ђукановић, а 1952. године катедра је добила дипломираног студента Хасана Калешија као катедарског стипендисту. Због тешке ситуације, која је проузрокована мањком професора, они су преузели на себе вежбе из турског и арапског језика и постали асистенти. Тим првим послератним генерацијама припада и Душанка Бојанић-Лукач, данас угледни османиста, чији су научни радови високо оцењени у европској и светској оријенталистици. Године 1955. катедра је изабрала још 2 асистента: Азру Мехмедбашић-Јевтић и Љубинку Рајковић, једног за арапски а другог за турски језик. Последњих година 1959. и 1961. изабрана су још два асистента: Славољуб Ђинђић и Милан Поповић и тиме се стање на катедри побољшало. Године 1955. формирана је група за изучавање хебрејског језика и књижевности, нажалост група је престала да постоји пет година касније зато што није дала очекиване резултате. Због болести Фехима Барјактаревића 1956. године, његове предмете су преузели Марија Ђукановић и Хасан Калеши, док је за шефа катедре био постављен Душан Глумац, који је на тој дужности остао 3 године, па је поново био изабран Фехим Барјактаревић. Катедра је добила доцента 1959. Године др Марију Ђукановић која преузима предавања за турски језик и књижевност  и првог контратуалног лектора за арапски језик Камала ал-Бухија. Катедра ангажује још два лектора за арапски језик, Захид ал-Изи 1961. и Сејјид  Абд ал-Алим 1962. године. Користећи ставове о размени студената са земљама северне Африке и Средњег истока, Катедра за оријенталну филологију слала је своје студенте да усаврше своја знања из арабистике у Багдаду, Каиру и Картуму.
Од оснивања Семинара за оријенталну филологију 1926. наша арабистика је најкоренитије промене претрпела прикључивањем Србије европској академској заједници и потписивањем Болоњске декларације. За студије Арабистике начињени су нови студијски програми са више нових предмета, чији садржаји и модерна методика наставе доприносе равномерном изграђивању укупних језичких и социо-културних компетенција.

## Студије источне Азије на катедри оријенталистике
Проучавање језика, књижевности и културе народа Источне Азије на Београдском универзитету почело је 1974. године, отварањем Лектората за кинески језик. Две године касније отвара се Лекторат за јапански језик, при чему ова оба лектората 1985. године прерастају у студијске групе: студијску Групу за кинески језик и књижевност и студијску Групу за јапански језик и књижевност. Ове групе су омогућавале четворогодишње школовање синолога и јапанолога за дипому VII-1 степена. Године 1989. се формирају магистарске студије које омогућавају синолозима и јапанолозима да се баве научноистраживачким радом и стекну звање магистар филолошких наука.  Лекторат за корејски језик који омогућава интензивније проучавање корејског језика и богате културе Кореје.  Велки број гостујућих професора на студијским профилима и изборним  предметима  везаним за студенте Источне Азије, омогућили су висок домет ових студија.  Први гостујући професор на Групи за јапанологију био је професор Минору Мурата са Чуо универзитета из Токија, професор Цветана Крстева са Универзитета у Софији. Поред гостујућих професора Џејмс Биркс, Александар Димчев, Жерар Цијари, Александар Федотов на групама за источноазијске студије радила су по два страна лектора на синологији и јапанологији и један страни лектор на Лекторату за корејски језик, мада су током деведесетих ангажована и по два лектора.  У контексту изучавања језика, књижевности и култура цивилизација Источне Азије, посебан нагласак се ставља на праћење културних веза између значајних исходишта светске цивилизације и нашег  културног наслеђа.